# Фріда Гансдоттер
Фріда Гансдоттер (швед. Frida Hansdotter, 13 грудня 1985) — шведська гірськолижниця, олімпійська чемпіонка, призерка чемпіонатів світу.
Золоту олімпійську медаль та звання олімпійської чемпіонки Гансдоттер здобула на Пхьончханській олімпіаді в слаломі.

## Результати кубка світу

### Місце в сезоні
| Сезон | Вік | Загальний залік | Слалом | Гігантський слалом | Супергігант | Швидкісний спуск | Комбінація |
| ----- | --- | --------------- | ------ | ------------------ | ----------- | ---------------- | ---------- |
| 2007  | 21  | 89              | 30     | —                  | —           | —                | —          |
| 2008  | 22  | 53              | 19     | 45                 | —           | —                | —          |
| 2009  | 23  | 28              | 9      | 44                 | —           | —                | 27         |
| 2010  | 24  | 62              | 18     | —                  | —           | —                | —          |
| 2011  | 25  | 46              | 14     | —                  | —           | —                | —          |
| 2012  | 26  | 25              | 9      | 45                 | —           | —                | —          |
| 2013  | 27  | 10              | 4      | 12                 | —           | —                | —          |
| 2014  | 28  | 10              | 2      | 26                 | —           | —                | —          |
| 2015  | 29  | 6               | 2      | 14                 | —           | —                | —          |
| 2016  | 30  | 5               | 1      | 8                  | —           | —                | —          |
| 2017  | 31  | 12              | 4      | 32                 | —           | —                | —          |

- Станом на 31 січня 2017

### Подіуми
- 4 перемоги – усі в слаломі.
- 25 подіумів – 24 в слаломі, 1 в паралельному слаломі.

| Сезон | Дата | Місце змагань | Дисциліна | Місце |
| ----- | ---- | ------------- | --------- | ----- |

## Зовнішні посилання
- Досьє на сайті Міжнародної лижної федерації [Архівовано 20 лютого 2017 у Wayback Machine.]